# Joey Bravo
Karwan Talei, beter bekend als Joey Bravo (Almere, 28 februari 1997), is een Nederlands ondernemer, influencer en hiphopartiest.

## Biografie
Karwan Talei werd op 28 februari 1997 geboren in Almere. Aan ROC TOP behaalde Talei zijn diploma voor filiaalmanager.

## Carrière

### Prankvideo's
In 2016 werd Talei samen met een paar andere jongeren bekend door het maken van prankvideo's. Naast Talei behoorden onder andere Armoo, Snapking (Tim van Teunenbroek) en Famke Louise tot deze groep. De video's gingen viral; sommige werden een paar miljoen keer bekeken. De pranks kwamen negatief in het nieuws nadat bleek dat ze in scène waren gezet. Talei besloot na de commotie zijn eigen YouTube-kanaal te beginnen, genaamd ‘JoeyBravoTV’. Hij startte met vloggen over zijn dagelijkse leven en de luxueuze reizen die hij maakte. Binnen een maand behaalde Talei 100.000 abonnees. Op 6 maart 2016 tekende Talei bij RTL's Multi-Channel Network, een videomanagement voor invloedrijke online sterren en youtubers. In februari 2017 werd Talei veroordeeld tot een werkstraf van 240 uur, het maximaal op te leggen uren voor een dergelijke straf. De reden was het afsteken van een mortierbom, waarvan hij het filmpje op YouTube plaatste.

### Hiphopcarrière
Naast het vloggen richtte Talei zich op het maken van hiphopmuziek. Op 6 augustus 2017 lanceerde hij zijn eerste single, Abu Dhabi. De videoclip voor het nummer is inmiddels meer dan 3 miljoen keer bekeken. Op 26 augustus lanceerde hij de single Champs, een samenwerking met rapper Rasskulz. Talei en zijn team hebben daarna de singles Actie Reactie, Pull Up en Loev Niet, een samenwerking met rapper Armoo, uitgebracht. In 2018 lanceerde Talei zijn ep Debuut, met de nummers Weja en Vragen als singles. Taleis dure lifestyle is een centraal thema in al zijn video's.

### Ondernemer
Talei is ook actief als ondernemer. Hij is de eigenaar van het horloge- en brillenmerk Astos, waar onder andere Dave Roelvink het gezicht van is. In 2020 kwam Taleis toenmalige webwinkel Thuisgym.com in opspraak, nadat er klachten binnenkwamen van ontevreden klanten. Het bleek dat Thuisgym.com de verkochte producten niet leverde. Tim Hofman confronteerde Talei en zijn zakenpartner met deze kwestie in het programma BOOS. Het programma heeft na de uitzending laten weten dat alle klachten netjes zijn opgelost.

### Mediaverschijningen
Talei is te zien in verschillende YouTube-programma's, waaronder Boxing Influencers (2020).
In 2020 en 2021 kwam Talei in opspraak doordat hij met zijn auto geluidsoverlast veroorzaakte in de straten van Rotterdam. Talei vertelde aan De Telegraaf dat hij zijn auto vooral gebruikt om naar afspraken in de binnenstad te rijden. Op 15 januari 2021 moest de politie ingrijpen bij een automeeting in centrum Laren waar er veel bekijks was voor de luxe auto's van Talei.

## Discografie

### Ep's
Debuut (2018)

### Singles
| Datum van verschijnen | Single                  |
| --------------------- | ----------------------- |
| 6 augustus 2017       | Abu Dhabi               |
| 26 augustus 2017      | Champs                  |
| 29 september 2017     | Actie Reactie           |
| 22 november 2017      | Pull up                 |
| 2 maart 2018          | Loev Niet (feat. Armoo) |
| 24 mei 2018           | Aangehouden in Versace  |
| 20 november 2018      | Vragen                  |
| 30 november 2018      | Weja                    |